# صفاشهر
صفاشهر (بالفارسية: صفاشهر) هي مدينة تقع في إيران في فارس. يقدر عدد سكانها بـ 22,254 نسمة .